# Centre spatial universitaire Montpellier-Nîmes
 (avril 2014).
Pour les articles homonymes, voir CSU.
Le Centre Spatial Universitaire (CSU) est une plateforme technologique de l'université de Montpellier dont la création a été votée par le Conseil d'administration de l'université en juillet 2011.
Le Centre Spatial Universitaire de l’Université de Montpellier est un centre européen de référence ayant pour objectif de développer et rassembler des moyens et des compétences en ingénierie, production, opération, test et applications de nanosatellites impliquant des étudiants pour favoriser le développement économique régional, l’innovation et répondre aux besoins de formation dans le domaine spatial.
Le Centre Spatial Universitaire de l’Université de Montpellier concourt à la réalisation de la politique de recherche de l’établissement et de ses partenaires. Il a pour missions de :
- développer des projets de nanosatellites en impliquant autant que possible des élèves et étudiants dans le cadre de leur stage et/ou projet tout en contribuant à la recherche scientifique et technologique ;
- promouvoir la diffusion et la valorisation des savoirs à travers le développement de l'innovation, le transfert de technologies et l’offre de services ;
- coopérer avec les fondations et associations de l’Université de Montpellier pour rapprocher le monde académique et le monde industriel et favoriser l’insertion professionnelle des jeunes diplômés ;
- structurer, coordonner et animer la filière des nanosatellites en France et faciliter la concertation entre ses acteurs ;

Le CSU a emménagé en janvier 2016 dans le bâtiment 6 du campus St Priest de l’UM2. Sa construction a été financée par la Région Languedoc Roussillon et équipé sur fonds FEDER. Ce bâtiment a vu s’installer les sociétés Airbus Group (Intespace), Systheia, Tecnalia et Trad. Un partenariat mettant en place une synergie autour des nanosatellites au sein du campus St-Priest a été signé le 5 décembre 2013 lors de l'inauguration de la Fondation Van Allen.

## Mission de formation et de support à la recherche du CSU

### Sur le site du campus Triolet de l'université Montpellier
Sur le site du campus Triolet de la faculté des sciences, les étudiants inscrits dans la spécialité ISS (Ingénierie des systèmes spatiaux) du Master EEA ainsi que ceux de Polytech (IG, (Informatique et gestion), MEA, SE, MAT, MI) sont impliqués dans les projets de nanosatellites (Robusta-1B, Robusta-1C/MTCube, Robusta-1D/Celesta, Robusta-3A/Mediterrannée) du CSU ainsi que dans le paramétrage et l'utilisation d'une station sol installée sur le bâtiment du CSUM pour recevoir des émissions en provenance de satellites et transmettre des signaux vers les CubeSats.
Au cours de leur formation, ces étudiants ont aussi la possibilité de suivre un stage auprès d'entreprises partenaires du secteur spatial en France ou à l'étranger.

### À l'IUT de Nîmes
Sur le site de l'IUT de Nîmes, les étudiants des départements Génie électrique et informatique industrielle (GEII), Génie mécanique et productique (GMP) et Science et génie des matériaux (SGM) peuvent dès le DUT s'inscrire dans un parcours de formation et participer à des projets en lien avec les technologies spatiales. Ces projets sont, par exemple, le développement de nanosatellites dans le programme « Fly Your Satellite! » (FYS) de l'agence spatiale européenne (ESA Academy) ou la réalisation de fusées expérimentales dans le cadre du concours C'Space de Planète Sciences.

### Recherche
Dans sa mission de support à recherche, le CSU assure la coordination des thèses et postdoctorats financés en partie par la Fondation Van Allen au sein des différents laboratoires d’accueil pour développer les technologies innovantes qui seront utilisées sur les nanosatellites étudiants.
Les étudiants, de même que l'ensemble des ingénieurs du CSU et des laboratoires qui lui sont associés, présentent régulièrement leurs travaux dans des congrès tels que le « Radiation effects on components and systems » (RADECS (en)) ou le Symposium 4S (Small Satellites Systems and Services) et publient des articles de recherche.

## Réalisations

### Robusta-1A
En 2006, l'Université Montpellier 2 a répondu à un appel à projet éducatif du CNES, du nom d'Expresso, qui visait à faire construire puis à lancer un picosatellite de type CubeSat, par des étudiants. Ce petit cube de 10 × 10 × 10 cm, pesant 1 kg, appelé Robusta-1A (sigle pour Radiation on bipolar for university satellite test application), embarquait une expérience dont l'objectif était de comparer la dégradation induite en vol par les radiations spatiales avec les résultats d’une méthode de test au sol mise au point par les chercheurs du groupe RADIAC.
Robusta a été mis en orbite par le lanceur européen Vega le 13 février 2012. Il a été le premier cubesat français à être lancé. En tout environ 300 étudiants se sont relayés en 6 ans pour mener à bien ce projet. Cependant, quelques jours après le lancement, le satellite a cessé d'émettre.

### La FRP ou French-Russian Payload
Il s'agit d'un projet s'inscrivant dans le cadre du projet Friends, un partenariat entre les Universités de Bauman (Bauman Moscow State Technical University) à Moscou et de Montpellier 2, conclu en octobre 2009 en présence de Valérie Pécresse, alors Ministre de l'Enseignement supérieur et de la Recherche.
La FRP est la charge utile, le module comportant l'expérience, réalisée par les étudiants du CSU, embarquée sur le satellite étudiant Baumanets-2 de l'Université Bauman. Cette charge utile, dont l'expérience est similaire à celle de Robusta-1A, a été conçue, réalisée et testée entre 2009 et 2012, puis livrée à l'Université Bauman au printemps 2013. Le lancement a été effectué le 28 novembre 2017 par une fusée Soyouz 2.1b au Cosmodrome Vostotchny mais a échoué.

### Robusta-1B
Il s'agit d'un CubeSat 1U comportant la même expérience embarquée que Robusta-1A dont il est la version améliorée. Ce projet éducatif vise, de surcroît, à mettre en place une démarche qualité (gestion de projet, gestion technique et gestion documentaire) qui permettra au CSU de qualifier une plate-forme standard dite Robusta-1U. Robusta-1B est financé par le CNES et la Fondation Van Allen et a bénéficié également d’un support technique de l'Agence spatiale européenne (ESA) dans le cadre du programme Fly Your Satellite en 2013-2014 de l’ESA Education Office. Le lancement a eu lieu le 23 juin 2017 depuis l'Inde à l'aide d'une fusée PSLV.

### Robusta-1C / MTCube
MTCube est un cubeSat 1U financé par l’ESA et la Fondation Van Allen.
Début 2014, le CSU a répondu à un appel à projet de l'ESA afin d'utiliser la nouvelle plate-forme 1U de Robusta pour tester en vol la tenue aux radiations de différents types de mémoires : Flash, SRAM, MRAM, FRAM…
Les étudiants impliqués dans ce projet travaillent à la conception de la charge utile du satellite, à son interfaçage avec la plate-forme, ainsi qu'aux nombreux tests effectués avant le lancement. Le projet, démarré en 2014, devrait durer 4 ans, exploitation en vol comprise. La charge utile est développée sous la direction de Dr Luigi Dilillo du laboratoire LIRMM de l'Université de Montpellier.

### Robusta-1F / MTCube 2
MTCube 2 est un CubeSat 1U financé par l’ESA et la Fondation Van Allen. Il est lancé par une fusée Vega-C lors de son vol inaugural le 13 juillet 2022 depuis le Centre spatial guyanais, en même temps que CELESTA.

### Robusta-1D / Celesta
Celesta est un CubeSat 1U financé par le CERN et la Fondation Van Allen. Ce projet a été sélectionné par l'ESA Academy dans le cadre du programme Fly Your Satellite!. Il est lancé par une fusée Vega-C lors de son vol inaugural le 13 juillet 2022 depuis le Centre spatial guyanais, en même temps que Robusta-1F / MTCube 2.

### Robusta-1E / ENSO
ENSO (Expleo Nanosat for Solar-irradiance Observations) est un CubeSat 1U développé en collaboration avec l'entreprise Expleo. Son objectif est de mener des recherches sur l’ionosphère, les radiations solaires et leurs effets sur Terre. Il est lancé par une fusée Falcon 9 le 1er décembre 2023 depuis la Vandenberg Space Force Base.

### Robusta-3A / Méditerranée
Robusta-3A Méditerranée est un CubeSat 3U. Il est lancé lors du vol inaugural d'Ariane 6 le 9 juillet 2024 depuis le Centre spatial guyanais. Il permet aux étudiants du CSU de concevoir et de réaliser un satellite entièrement nouveau au standard CubeSat 3U (30 × 10 × 10 cm, 4 kg).
Le financement est assuré par la Fondation Van Allen et le CNES dans le cadre des projets satellites étudiants JANUS. Le CNES assure également le support technique.

## Projets

### Fusées expérimentales
Ce projet éducatif permet aux étudiants de DUT de l'IUT de Nîmes de concevoir, réaliser, tester et lancer une fusée expérimentale (Fusex) et des mini-fusées dans le cadre du concours C'Space organisé chaque année par Planète Science. En 2013 la première Fusex de l'IUT de Nîmes a effectué un vol nominal faisant de Nîmes le premier IUT à participer et à remporter un prix au C'Space.

## Équipe
Le CSU opère sur deux sites, chaque site ayant une offre de formation et une participation aux projets différente en fonction du niveau d'étude de ses étudiants, DUT à Nimes, L3, Master, doctorat et élèves ingénieurs à Montpellier. L'équipe du CSU est constituée d'enseignant-chercheurs, d'enseignants, d'ingénieurs, de post-doctorants, d'étudiants stagiaires et de radioamateurs. En tout une cinquantaine de personnes aux qualifications et profils très variés, partageant leurs compétences et utilisant des méthodes de gestion de projet similaires à celles des agences spatiales françaises (CNES) et européennes (ESA).

## Perspectives

### Le FEDER Solarium
Le CSU a été retenu pour bénéficier de fonds européen de développement économique et régional (FEDER), une aide financière qui a pour but de promouvoir la cohésion économique et sociale au sein de l’Union européenne en opérant des ré-équilibrages régionaux. Grâce au FEDER Solarium, le CSU va pouvoir investir dans des équipements de tests pour qualifier les nanosatellites, devenant ainsi le premier centre de formation au niveau mondial à disposer d’un projecteur de faisceau gamma pour les tests de radiations faibles débits et d’une enceinte de vide thermique.

### La construction d'un bâtiment dédié
La construction du bâtiment qui abritera le CSU sur le campus St Priest devrait être achevée d'ici fin 2015. Ce centre, véritable pôle d'ingénierie pour les nanosatellites, accueillera aussi des sociétés comme Intespace, Systheia, Tecnalia et Trad, créatrices d'emploi en Languedoc Roussillon.